# 丝梗薹草
丝梗薹草（学名：Carex filipedunculata）是莎草科薹草属的植物。分布于中国大陆的安徽等地，属中国原产的植物（非从国外引种）。